# Emphytoecia lineolata
Emphytoecia lineolata là một loài bọ cánh cứng trong họ Cerambycidae.